# S-Bahn de Berlín
| S-Bahn                     |                    |
| Ciutat                     | Berlín             |
| Tipus                      | Tren metropolità   |
| Inici operacions           | 1924               |
| Nombre de línies           | 15                 |
| Estacions                  | 165                |
| Operador                   | S-Bahn Berlin GmbH |
| Xarxa del S-Bahn de Berlín |                    |

El S-Bahn de Berlín és un sistema de transport urbà operat per S-Bahn Berlin GmbH, una empresa subsidiària de Deutsche Bahn. El S-Bahn (Stadtbahn, tren metropolità) de Berlín (Alemanya) consisteix en 15 línies de metro i rodalia que travessen la ciutat i que s'integren amb l'U-Bahn (Untergrundbahn, metro subterrani) per formar el cor de la ràpida xarxa de transport de Berlín. Encara que els S-Bahn i U-Bahn formen part d'un sistema unificat de tarifes, tenen diferents operadors, doncs l'U-Bahn és administrat pel Berliner Verkehrsbetriebe o BVG, la principal companyia de transport públic de la ciutat.
Les seues rutes s'organitzen en tres línies principals: una línia elevada central que corre d'est a oest (Stadtbahn), una línia subterrània central que corre de nord a sud (die Nord-Süd Bahn), i una línia elevada circular (Ringbahn). Geogràficament, el Ringbahn pren la forma del cap d'un gos i és per això dita Hundekopf col·loquialment pels berlinesos. Fora del Ringbahn, les rutes suburbanes radien en totes direccions. Mentre que les línies d'U-Bahn circulen per vies específiques de cada línia i tenen andanes pròpies a les estacions de la xarxa, les línies de S-Bahn comparteixen vies i, per tant, andanes.

## Llista de línies
| Nom de la línia      | Terminal 1             | Circula per     | Terminal 2                                        |
| -------------------- | ---------------------- | --------------- | ------------------------------------------------- |
| Plantilla:BLNMT-icon | Wannsee                | Nord-Süd-Tunnel | Oranienburg                                       |
| Plantilla:BLNMT-icon | Blankenfelde           | Nord-Süd-Tunnel | Bernau                                            |
| Plantilla:BLNMT-icon | Teltow Stadt           | Nord-Süd-Tunnel | Hennigsdorf                                       |
| Plantilla:BLNMT-icon | Erkner                 | Stadtbahn       | Spandau                                           |
| Plantilla:BLNMT-icon | Südkreuz               | Ringbahn        | Südkreuz (en direcció a les agulles del rellotge) |
| Plantilla:BLNMT-icon | Südkreuz               | Ringbahn        | Südkreuz (contrari a les agulles del rellotge)    |
| Plantilla:BLNMT-icon | ✈ Berlin-Schönefeld    | Ringbahn        | Südkreuz (↔ Bundesplatz)                          |
| Plantilla:BLNMT-icon | Königs Wusterhausen    | Ringbahn        | Westend                                           |
| Plantilla:BLNMT-icon | Spindlersfeld          | Ringbahn        | Hermannstraße (↔ Südkreuz)                        |
| Plantilla:BLNMT-icon | Strausberg Nord        | Stadtbahn       | Westkreuz                                         |
| Plantilla:BLNMT-icon | Ahrensfelde            | Stadtbahn       | Potsdam Hauptbahnhof                              |
| Plantilla:BLNMT-icon | Wartenberg             | Stadtbahn       | Spandau                                           |
| Plantilla:BLNMT-icon | (Zeuthen ↔) Grünau     | Ringbahn        | Hohen Neuendorf                                   |
| Plantilla:BLNMT-icon | (Grünau ↔) Schöneweide | Ringbahn        | Waidmannslust                                     |
| Plantilla:BLNMT-icon | ✈ Berlin-Schönefeld    | Ringbahn        | Blankenburg                                       |